# Hãng phim Dovzhenko
Hãng phim Dovzhenko (tiếng Ukraina: Національна кіностудія художніх фільмів імені О. Довженка, translit. Natsional'na kinostudiya khudozhnikh filmiv imeni O. Dovzhenka) là một nhà sản xuất điện ảnh cỡ lớn ở Ukraina, có trụ sở tại thành phố Kiev. Thương hiệu của hãng được đặt theo tên của nhà điện ảnh Soviet-Ukraina lừng danh: Aleksandr Petrovich Dovzhenko (1894 - 1956).

## Danh sách phim
- 1926 Ягодка любви / Love's Berries, đạo diễn Oleksandr Dovzhenko (phim câm)
- 1928 Арсенал / Công binh xưởng, đạo diễn Oleksandr Dovzhenko (phim câm)
- 1928 Звенигора / Zvenigora, đạo diễn Oleksandr Dovzhenko (phim câm)
- 1929 Человек с киноаппартом / Con người với máy quay phim, đạo diễn Dziga Vertov (phim tài liệu)
- 1930 Земля / Đất, đạo diễn Oleksandr Dovzhenko (phim câm)
- 1932 Иван / Ivan, đạo diễn Oleksandr Dovzhenko (phim câm)
- 1935 Аэроград / Thành phố trên không, đạo diễn Oleksandr Dovzhenko (khoa học viễn tưởng)
- 1939 Щорс / Sư trưởng Shchors, đạo diễn Oleksandr Dovzhenko (phim tài liệu)
- 1964 Тіні забутих предків / Shadows of Forgotten Ancestors, đạo diễn Serhiy Paradzhanov (lịch sử)
- 1970 Білий птах з чорною ознакою / Con chim trắng và cái chấm đen, đạo diễn Yury Illyenko
- 1972 Пропала Грамота / Lá thư mất tích, đạo diễn Borys Ivchenko
- 1973 В бой идут одни «старики»/Tham chiến chỉ toàn "những ông già", directed by Leonid Bykov.
- 1991 Голод-33 / Famine-33, đạo diễn Oles Yanchuk
- 1995 Москаль-чарівник / Moskal-Charivnyk, đạo diễn Mykola Zasieyev-Rudenko
- 2003 Мамай / Mamay, đạo diễn Oles Sanin